# Vinko Prlić
Fra Vinko Marinko Prlić (Sovići, Grude, 22. srpnja 1940. – Split, 28. studenoga 2017.), hrvatski katolički svećenik, franjevac, kulturni djelatnik, crkveni nakladnik i humanitarac, pomagao Židovima iz okupiranog Sarajeva, spasio pravoslavne ikone

## Životopis

### Prije rata
Rodio se je u Sovićima, župa Gorica, od oca Petra i majke Ive r. Vlašić. U Sovićima je završio osnovnu školu (1947. – 1955.). U Sinju i Zagrebu (1955. – 1960.) završio je Franjevačku klasičnu gimnaziju. Na Visovcu je 7. srpnja 1957. stupio u novicijat, gdje je položio prve jednostavne zavjete 8. srpnja 1958. godine. U Makarskoj je završio bogosloviju, filozofsko-teološki studij (1962. – 1967.). Svečane zavjete položio je 8. prosinca 1963. u Makarskoj. Za đakona je zaređen 13. srpnja 1966. u Makarskoj, a red prezbiterata primio je 14. srpnja 1966. u Makarskoj. Mladu misu proslavio je u župi Gorica 24. srpnja 1966. godine. Prvo mjesto svećeništva bio mu je Metković (1967. – 1973.), gdje je bio župni vikar. Obnašao je dužnost prefekta Sjemeništa u Sinju (1973. – 1977.). Godine 1977. postao je župnikom Miljevaca, gdje je pokrenuo župni list Miljevci. Od 1982. je župnik u Prološcu sve do 1991. godine. Ondje je pokrenuo župni list Proložac. Imenovan je 1991. godine gvardijanom, župnikom i dekanom u Imotskom. Ondje je nastavio s izdavanjem lista Grad na gori.

### Domovinski rat
Kad je izbila velikosrpska agresija na Hrvatsku i poslije na BiH, izjavio je da je razmišljao kako pomoći potrebitima i o tome raspravljao u samostanu sa svojim fratrima. Jednog je trena u Imotskom dekanatu bilo više od četiri tisuće (4000) prognanika i izbjeglica. Da bi im pomogli, mnogi župljani dali su na raspolaganje svoje obiteljske kuće da primili prognane. Stanje se dodatno otežalo za imotsko područje kad je travnja 1992. pao Kupres. Tako je neko vrijeme dok je rat eskalirao u imotskom samostanu boravila i katolička i pravoslavna i muslimanska obitelj, znalo je biti po 70 osoba koje su noćile u samostanu. Fra Vinku je prepoznavao čovjeka u nevolji kojem je trebalo izaći u susret i pomoći im, ne marivši tko je tko. Tad je imotski samostan bio križanjem puteva, svojevrsna utočišna i polazišna točka: ondje su odsjedala i brojna izaslanstva, konvoji, predstavnici međunarodne zajednice, jer nisu imali gdje drugdje boraviti. Fratri su uvijek pružali najviše i najbolje što se moglo.
Dok je ratnih 1992. i 1993. službovao u Imotskom, suorganizirao je i supomagao kod izlaska oko Židova iz okupiranog Sarajeva. Kad je Caritas Zagrebačke nadbiskupije zamolio, odnosno koncem srpnja 1992. samostan je dobio dopis Tajništva HBK i od ravnatelja inozemne pastve mons. Vladimira Stankovića s molbom da pripomognemo pri izlasku veće skupine Židova iz Sarajeva. Nekoliko dana poslije, početkom kolovoza, stigli su u Imotski predstavnici Židovske zajednice iz Zagreba, dr. Vladimir Šalamon i Abinud Bencion, s molbom da pomognemo u prihvatu i svemu što treba za izlazak Židova iz Sarajeva. Šalomon je bio glavni voditelj i pregovarač.
Fratri su sudjelovali u svemu. Od tadašnjih vlasti oni su priskrbili potrebnu dokumentaciju i isposlovali policijsku pratnju do Kiseljaka i natrag. Konvoj od oko 700 Židova izašao je iz Sarajeva i išao preko Imotskoga. Fra Vinko je pripovjedao kako su po polasku konvoja počeli zvoniti telefoni, a pozivi su bili iz Jeruzalema, Londona, Amerike i odasvud, raspitivajući se za vrijeme njihova dolaska i molili za informacije o svojim najbližima. Kad su Židovi stigli u Imotski, fratri su ih prihvaćali u samostanu. Smjestili su ih u samostan gdje im je gvardijan fra Vinko Marinko Prlić pružao svu potrebnu pomoć. Sudionici konvoja su se u samostanu malo okrijepili, odmorili i nastavili put dalje. Mnogo je samostan značio bolesnima i starijima kojima je putovanje predstavljao veliki napor. Mnogi su poslije zahvaljivali i pisali, fra Vinko je s mnogima ostao u kontaktu.  Pomagao je i u organiziranju dostave hrane Židovima u okruženom Sarajevu. 
Zahvale su brzo i stigle. Izraelska vlada mu se zahvalila na tome. Formirala je izaslanstvo koje je posjetilo imotski samostan 16. rujna 1992. godine, radi uručenja zahvale za pomoć koju su dobili u Imotskom od svećenika u samostanu. Zahvalu su dali istaknuti Židovi pukovnik Izraelske vojske Ben-Shachar Samuel i voditelj židovske agencije u Budimpešti Raviv Tuvya u ime države Izrael. Gvardijana i još nekoliko najzaslužnijih članova samostana pozvali su ih posjetiti Izrael o njihovu trošku i susretnu se s onima koji su izišli iz Sarajeva. Fra Vinko je prihvatio poziv, ali nije išao zbog rata. Istakao je "Ja sam sretan da sam mogao pomoći ljudima u nevolji, jer rat je jedno veliko zlo koje nas je pogodilo". Već 4. listopada 1992. i delegacija Židovske općine iz Sarajeva na čelu s Ivanom Černješem, došla se zahvaliti.
Osim po spašavanju ljudskih života, po čemu je poznatiji, manje je poznato da je bitan i po spašavanju crkvenih svetinja i umjetničkih vrijednosti u vrijeme Domovinskog rata. Iz srpske pravoslavne crkve u Glavini Donjoj spašavao je pravoslavne ikone. Crkveni odbor pravoslavne crkve u Glavini Donjoj zatražio je i 31 ikona spremljena u franjevački samostan u Imotskom. Luka Ivanišević i Nemanja Dragičević predali su 16. prosinca 1992. na čuvanje slike u samostan. Fra Vinko je preuzeo od njih ikone i popisao svaku pojedinačno. Tad je rekao da će slike biti u samostanu dok se ne počne samostan nadograđivati. U isto je vrijeme velikosrpsko glasilo Vojska Krajine, koje je uređivao Veljko Kadijević, optužilo imotske fratre da su oteli rečene slike i da istodobno prevode pravoslavne na katolištvo i to najviše kroz sprovode. Sami Srbi pobijali su te neistinite optužbe. Katolički svećenici Imotske krajine nikad nisu nudili katolički obred sprovoda, nego je to napravljeno tek kad su u samo dva slučaja pravoslavne obitelji zatražile od župnika u Imotskom da vodi sprovod. Iz samostana su tad zatražili savjet od Nadbiskupskog ordinarijata savjet na što su im rekli neka upute pismenu zamolbu, što su i zatražili. Što se tiče ikona, iste osobe koje su predale ikone su se poslije i zahvalile gvardijanu i cijeloj samostanskoj obitelji, pismom s nadnevkom 17. kolovoza 1995. godine.

### Poslije rata
U Imotskom je bio do 1997. Župnik je Zmijavaca od 1997. gdje je nastavio s izdavanjem lista Zmijavci sve do 2006. godine. 2005. godine bio je privremeni upravitelj župe u Runovićima. Od 2006. župnik je u Staševici, gdje je pokrenuo župni list Staševicu. Dok je bio u Staševici radio je na tome da se izgrade brdske ceste do starih crkava. 50. obljetnicu misništva proslavio je u župi Gorica – Sovići. Župnik je bio sve do smrti 2017. godine. Umro je iznenada, od srčanog zastoja u splitskom KBC-u u 78. godini života, 61. godini redovništva i 52. godini svećeništva. Misa zadušnica bila je u crkvi sv. Franje u Imotskom, a posljednji ispraćaj omiljenog franjevca bio je na groblju Gospe od Anđela u Imotskom.

## Zasluge
Radio na duhovnoj i materijalnoj izgradnji. U Prološcu je obnovio župnu kuću te sagradio dvije crkve: Kraljicu Mira u Šumetu te Svetog Josipa na Podima. U Imotskom je dogradio samostan, zvonik podigao za jedan kat te obnovio zavjetnu crkvicu Gospe od Anđela na Topani. U Zmijavcima je na Todorića glavici podigao Zavjetni križ, novu crkvu svetog Josipa te novi zvonik. Pridonio crkvenom nakladništvu u pastoralu. Župne listove izdavao je u svim župama gdje je bio. Veliku je ulogu dao u spašavanju Židova u vrijeme velikosrpske agresije. U imotskom je samostanu primio i ugostio oko 900 Židova koji su izbjegli iz opkoljenog Sarajeva, o čemu se danas planira snimiti i dokumentarni film. Spašavanje Židova bio je veliki posao. Angažirao je i svoje župljane te je te ljude odveo na sigurno.

## Nagrade i priznanja
- 16. rujna 1992., zahvala izraelske Vlade za pomoć koju su Židovi dobili u Imotskom od svećenika u samostanu[1][3]
- 26. svibnja 1998. godine predsjednik RH dr Franjo Tuđman odlikovao ga je Redom hrvatskog pletera[1][3]
- 25. svibnja 2012. godine Gradsko vijeće grada Ploča dodijelilo mu je nagradu Grada Ploča za životno djelo, dok je bio župnik Staševice, za nesebični doprinos u izgradnji i sanaciji crkava, te unaprjeđenju kulturnog i duhovnog života Župe.[1][3]
- Nagrada za životno djelo Splitsko – dalmatinske županije[5]
- 2014. godine - Priznanje - Hrvatska akademija znanosti i umjetnosti Mostar[3]